# فریدپور سدار اوپازیلا
فریدپور سدار اوپازیلا (به لاتین: Faridpur Sadar Upazila) یک منطقهٔ مسکونی در بنگلادش است که در ناحیه فریدپور واقع شده‌است. فریدپور سدار اوپازیلا ۴۰۷٫۰۲ کیلومتر مربع مساحت و ۴۶۹٫۴۱۰ نفر جمعیت دارد.